# Drake Caggiula
Drake Caggiula, född 20 juni 1994 i Pickering, är en kanadensisk professionell ishockeyforward som spelar för Buffalo Sabres i NHL.
Han har tidigare spelat på NHL-nivå för Arizona Coyotes, Chicago Blackhawks och Edmonton Oilers och på lägre nivåer för North Dakota Varsity Athletics/Fighting Hawks (University of North Dakota) i NCAA och Des Moines Buccaneers i USHL.
Caggiula blev aldrig draftad av någon NHL-organisation.

## NHL-karriär

### NHL

#### Edmonton Oilers
Caggiula skrev på ett tvåårigt entry level-kontrakt med Edmonton Oilers den 7 maj 2016.
Efter två säsonger där han gjorde 38 poäng på 127 matcher, skrev han den 14 juni 2018 på en tvåårig kontraktsförlängning med Oilers.

#### Chicago Blackhawks
Den 30 december 2018 blev han tradad till Chicago Blackhawks tillsammans med Jason Garrison, i utbyte mot Brandon Manning och Robin Norell.

#### Arizona Coyotes
Den 22 december 2020 skrev han på ett ettårskontrakt med Arizona Coyotes.

#### Buffalo Sabres
Den 9 april 2021 blev han plockad på waivers av Buffalo Sabres.

## Statistik
| 2009–2010   | Ajax/Pickering Raiders         |             | 66  | 56 | 39 | 95  | 140 | —  | —  | —  | —  | —  |
| 2010–2011   | Stouffville Spirit             | OJHL        | 48  | 22 | 23 | 45  | 35  | 8  | 2  | 6  | 8  | 4  |
| 2011–2012   | Des Moines Buccaneers          | USHL        | 4   | 1  | 1  | 2   | 8   | —  | —  | —  | —  | —  |
|             | Stouffville Spirit             | OJHL        | 25  | 10 | 24 | 34  | 36  | 23 | 17 | 20 | 37 | 38 |
| 2012–2013   | North Dakota Varsity Athletics | NCAA        | 39  | 8  | 8  | 16  | 31  | —  | —  | —  | —  | —  |
| 2013–2014   | North Dakota Varsity Athletics | NCAA        | 42  | 11 | 13 | 24  | 52  | —  | —  | —  | —  | —  |
| 2014–2015   | North Dakota Varsity Athletics | NCAA        | 42  | 18 | 18 | 36  | 30  | —  | —  | —  | —  | —  |
| 2015–2016   | North Dakota Fighting Hawks    | NCAA        | 39  | 25 | 26 | 51  | 60  | —  | —  | —  | —  | —  |
| 2016–2017   | Edmonton Oilers                | NHL         | 60  | 7  | 11 | 18  | 16  | 13 | 3  | 0  | 3  | 25 |
| 2017–2018   | Edmonton Oilers                | NHL         | 67  | 13 | 7  | 20  | 37  | —  | —  | —  | —  | —  |
| 2018–2019   | Edmonton Oilers                | NHL         | 29  | 7  | 4  | 11  | 16  | —  | —  | —  | —  | —  |
|             | Chicago Blackhawks             | NHL         | 3   | 0  | 0  | 0   | 0   | —  | —  | —  | —  | —  |
| NHL totalt  | NHL totalt                     | NHL totalt  | 159 | 27 | 22 | 49  | 69  | 13 | 3  | 0  | 3  | 25 |
| NCAA totalt | NCAA totalt                    | NCAA totalt | 162 | 62 | 65 | 127 | 173 | —  | —  | —  | —  | —  |